# Niger
Niger, Republika Nigru (fr. République du Niger) – państwo położone w Afryce Zachodniej na Saharze, bez dostępu do morza. Niger liczy ponad 1,3 mln km² powierzchni. Graniczy z Algierią (956 km), Libią (354 km), Czadem (1175 km), Nigerią (1497 km), Beninem (266 km), Burkina Faso (628 km) i z Mali (821 km). W 2011 roku w państwie mieszkało 15 306 252 osób. Kraj uzyskał niepodległość 3 sierpnia 1960 roku. Językiem urzędowym jest hausa. Niger dzieli się na 7 departamentów i jeden dystrykt stołeczny. Stolicą jest Niamey.
Niger należy do Międzynarodowej Agencji Energii Atomowej, Międzynarodowej Organizacji Pracy, Międzynarodowego Banku Odbudowy i Rozwoju, Międzynarodowego Funduszu Walutowego, Międzynarodowego Trybunału Karnego, Organizacji Konferencji Islamskiej, Organizacji Narodów Zjednoczonych, Unii Afrykańskiej i Światowej Organizacji Handlu.

## Geografia
Prawie cały obszar Nigru leży na południowej Saharze. Niger znajduje się na powierzchni wyżynnej (wys. 200–500 m). W centrum państwa wznosi się Wyżyna Air, zbudowana ze skał krystalicznych. Na wyżynie znajdują się masywy wulkaniczne (m.in. Baguezane, 2022 m). Na wschód od wyżyny rozciąga się pustynna niecka Tenere, a na zachód niecka Talak. Na północy Nigru znajduje się płaskowyż Dżado osiągający do 1150 metrów wysokości. Klimat zwrotnikowy kontynentalny, suchy i skrajnie suchy na północy. W części środkowej i południowej klimat jest podrównikowy suchy (wilgotniejszy na skrajnym południu). Średnia roczna suma opadów waha się pomiędzy 20–50 mm na północy do 600–800 mm na południu. Pora deszczowa przypada w sierpniu w części środkowej. W części południowej pora deszczowa rozpoczyna się w czerwcu, a kończy we wrześniu. Średnia temperatura w styczniu (będącym najchłodniejszym miesiącem) wynosi 16–17 °C na północy i 24 °C na południu. W części północnej najcieplejszym porą jest lipiec zaś w części środkowej i południowej okres pomiędzy kwietniem i majem. Na północy średnia temperatura w najcieplejszym okresie wynosi 32 °C, a w części środkowej i południowej 34 °C. Średnie opady dla kraju wynoszą: 0 mm w styczniu oraz 138 mm w lipcu. Są duże amplitudy dobowe temperatury. Podczas zimy można zaobserwować harmattan będący suchym i ciepłym wiatrem znad Sahary. W Nigrze jedyną stałą rzeką jest Niger, przepływający przez południowo-zachodnią część państwa. Pozostałe rzeki są rzekami okresowymi. W Nigrze znajdują się liczne suche doliny (wadi). Na południowym wschodzie leży jezioro Czad. Na północy istnieje roślinność pustynna, przechodząca ku południowymi w półpustynną. W południowej części Nigru znajdują się sawanny z udziałem kolczastych drzew (głównie akacji) oraz baobabów. Na zachód od jeziora Czad znajdują się suche tereny porośnięte sawanną trawiastą. Wzdłuż wady rosną akacje i palmy dum. W 2006 roku w Nigrze znajdowało się 6,6% powierzchni kraju pod ochroną prawną.
W Nigrze dziko żyją krokodyle, lwy, bawoły, hipopotamy i słonie.

### Susza i powódź w 2010
W 2010 roku część Nigru została dotknięta suszą, zaś tereny położone przy rzece Niger zostały dotknięte powodzią. W wyniku monsunu doszło do potężnych ulew w części państwa. Rzeką Niger płynęła największa fala powodziowa od 80 lat. Na niektórych terenach zaczęła odradzać się roślinność, lecz stale podnoszący się poziom wód sprawił, że rośliny zgniły. Susza i powódź przyczyniły się do klęski głodu w Nigrze. Według organizacji humanitarnej Oxfam, ponad połowa mieszkańców Nigru potrzebowała wówczas bezpośredniej pomocy żywnościowej. Początkowo Niger otrzymał dużą pomoc humanitarną, ale w wyniku powodzi w Pakistanie, większość pomocy zaczęła trafiać do tego kraju. Powódź zniszczyła schronienia dla ok. 70 tys. ludzi. W sierpniu 2010 roku Światowy Fundusz Żywnościowy przekazał na pomoc mieszkańcom Nigru 15 mln dolarów.

## Historia
Ziemie Nigru zamieszkane były od górnego paleolitu. Pustynnienie obszaru Sahary (od III tysiąlecia p.n.e.) spowodowało migrację na południe, ku dolinie rzeki Niger, początkowo ludów rolniczych, potem pasterzy bydła utożsamianych z Fulanami.
Od X w. ludy Hausa zakładały miasta-państwa na południu kraju, a północne obszary opanowały koczownicze plemiona Tuaregów. W XVI w. imperium Songhaj rozciągnęło swą władzę nad większością ziem należących obecnie do Nigru. Na początku XIX w. nigeryjskie plemiona Fulani prowadziły świętą wojnę z Hausa, przejmując władzę na południu.
Podczas konferencji w Berlinie (1884-1885), dotyczących posiadłości w Afryce Środkowej, Niger został przydzielony Francuzom, którzy przybyli tu w 1891 roku, ale kolonizacja tych ziem trwała do I wojny światowej. Od 1922 roku Niger wchodził w skład francuskiej Afryki Zachodniej. Od 1958 roku otrzymał autonomię w ramach Wspólnoty Francuskiej, a w 1960 roku uzyskał niepodległość, po podpisaniu z Francją porozumienia w sprawie pomocy finansowej, obronnej, technicznej i kulturalnej. Od 1974 roku w kraju rządziła Najwyższa Rada Wojskowa i do 1988 roku działalność partii politycznych była zakazana. W 1989 roku odbyło się referendum konstytucyjne i wybory prezydenckie, które wygrał Ali Saibou, przeciwnik wielopartyjnej demokracji. Pod presją opozycji, po licznych strajkach i demonstracjach, wyraził zgodę na reformy. Rok później Amadou Cheiffou został mianowany premierem rządu tymczasowego. Wielopartyjna konstytucja została przyjęta drogą referendum w 1992 roku, a w rok później w wyniku wolnych wyborów doszło do utworzenia koalicji rządowej. Prezydentem został Mahamane Ousmane, przywódca Konwencji Demokratycznej i Społecznej. Katastrofalne powodzie we wschodnim i środkowym Nigrze zakończyły w 1994 roku wieloletnią suszę. Rok później zawarto pokój ze zbuntowanym plemieniem Tuaregów, które od 1991 roku prowadziło walki z siłami rządowymi, domagając się większych udziałów w zyskach z eksploatacji złóż uranu.
W 1996 roku junta wojskowa obaliła prezydenta, zawiesiła konstytucję i działalność partii politycznych oraz rozwiązała parlament i rząd. Władzę objęła Rada Ocalenia Narodowego z podpułkownikiem Ibrahim Baré Maïnassara na czele, który jeszcze w tym samym roku wprowadził nową konstytucję, utworzył partię – Związek Niezależnych na rzecz Odnowy Demokracji (UNIRD) oraz wygrał wybory prezydenckie, a jego partia – wybory parlamentarne. W kolejnym zamachu stanu, w kwietniu 1999 roku, Mainassara zginął, rządy przejęła Rada Pojednania Narodowego, a szefem państwa został stojący na jej czele major Daouda Malam Wanké, dowódca Gwardii Prezydenckiej. Wprowadzono nową konstytucję, która ograniczała kompetencje prezydenta na rzecz parlamentu i rządu oraz przekazała rządy cywilom.
Wybory prezydenckie 22 grudnia 1999 roku wygrał Mamadou Tandja z partii MNSD, a parlamentarne – jego partia, która jednak nie uzyskała bezwzględnej większości i utworzyła rząd koalicyjny z CDS. Jeszcze w 1999 roku uchwalono nową konstytucję. Sukcesem nowych władz było rozbrojenie powstańców spośród Tuaregów i Tubu oraz uzyskanie pożyczek z instytucji międzynarodowych. Wybory w 2004 roku wygrał dotychczasowy prezydent i popierająca go partia. W tym samym roku w Nigrze przeprowadzono po raz pierwszy w historii wybory lokalne. Konflikt z Beninem rozwiązał Międzynarodowy Trybunał Sprawiedliwości, który w 2005 roku przyznał Nigrowi większość sporych wysepek na rzece stanowiącej linię graniczną z Beninem.
W maju 2009 w Nigrze rozpoczął się kryzys polityczny z powodu planów prezydenta Tandji dotyczących wydłużenia jego drugiej kadencji i zniesienia kadencyjności szefa państwa w ogóle. W wyniku przeprowadzonego wbrew decyzji sądu referendum, do ustawy zasadniczej wprowadzone zostały stosowne poprawki. Zmiana prawa spowodowała krytykę ze strony opozycji i społeczności międzynarodowej. W kraju rozpoczęły się protesty społeczne. Po porażce rozmów negocjacyjnych pod egidą ECOWAS, w lutym 2010 wojsko dokonało zamachu stanu, obalając prezydenta Tandję Mamadou. Władzę w kraju przejęła junta wojskowa na czele z Salou Djibo.
Junta wojskowa ogłosiła jednakże plan powrotu do rządów cywilnych. W październiku 2010 w kraju odbyło się referendum konstytucyjne, a w styczniu 2011 demokratyczne wybory. W ich wyniku nowym prezydentem republiki wybrany został wieloletni lider opozycji Mahamadou Issoufou, obejmując urząd 7 kwietnia 2011.
Wiosną 2014 roku powstało wspólne wojsko Nigerii i jej państw sąsiadujących (między innymi z Nigrem) w celu pokonania terrorystów z Boko Haram. Wspólna armia powstała w wyniku nacisku państw zachodnich. W czerwcu 2015 roku terroryści z organizacji Boko Haram zaatakowali Niger i Czad. Podczas ataku w Nigrze doszło do zamordowania około 50 osób. W listopadzie 2015 roku Niger zamknął 151 szkół, do których chodziło 12,5 tys. dzieci. Szkoły zamknięto w obawie o atak terrorystów z organizacji Boko Haram działającym w sąsiedniej Nigerii. Nauczyciele w obawie o swoje bezpieczeństwo nie zjawiali się w pracy. Brak działających szkół doprowadził do fali paniki wśród miejscowych mieszkańców. Władze Nigru wraz z ONZ rozpoczęły pracę nad zapewnieniem bezpiecznych warunków do edukacji.
Pod koniec lipca 2023 roku w państwie doszło do zamachu stanu, w wyniku którego władzę stracił prezydent Mohamed Bazoum oraz premier Ouhoumoudou Mahamadou wraz z całym rządem. Na początku 2024 roku państwo opuściło ECOWAS.

## Polityka

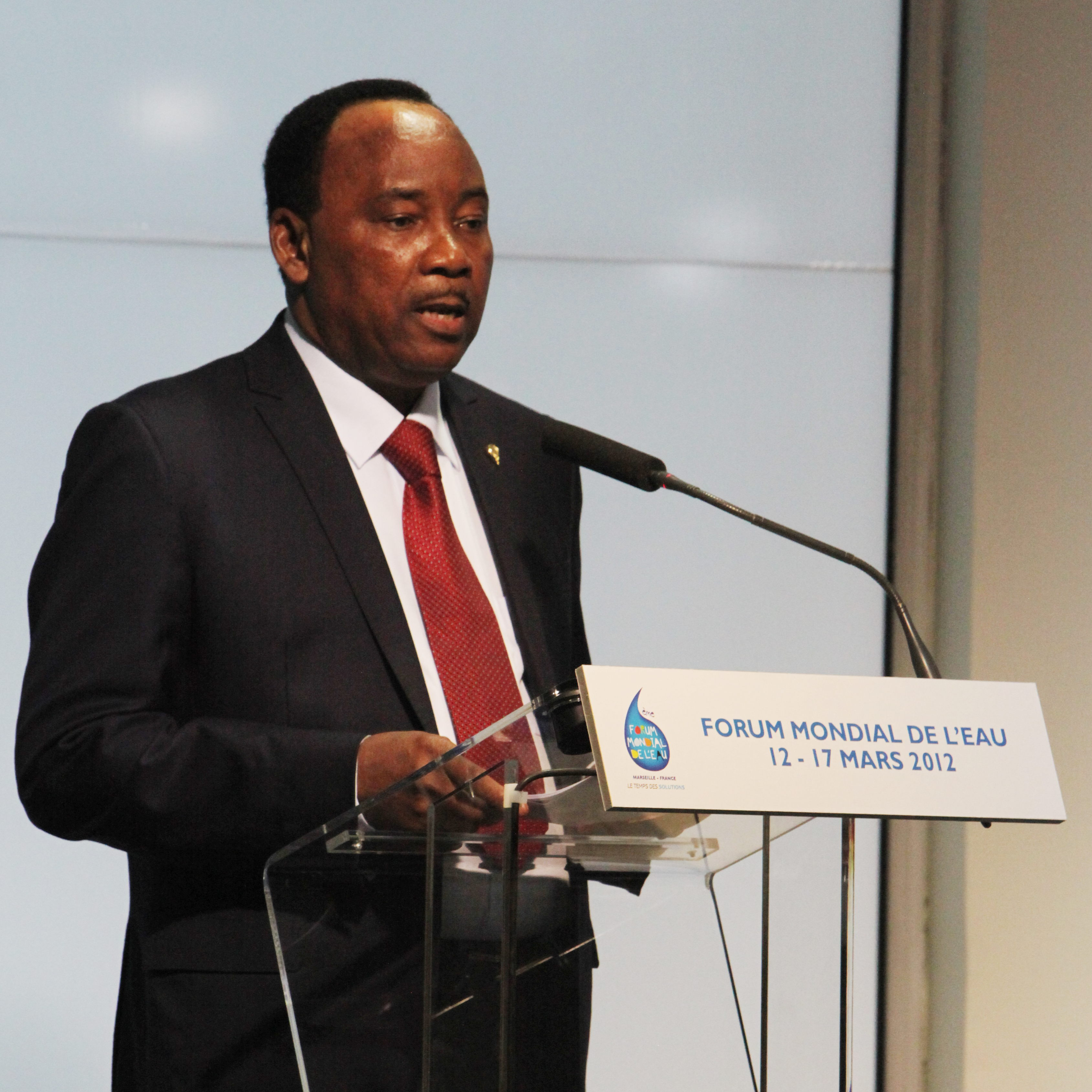
Mahamadou Issoufou – prezydent Nigru w latach 2011–2021

Niger jest republiką. Głową państwa jest prezydent, wybierany w wyborach powszechnych na 5-letnią kadencję. Władza ustawodawcza należy do 1-izbowego Zgromadzenia Narodowego, liczącego 113 deputowanych, pochodzącego z wyborów powszechnych, o 5-letniej kadencji. Władzę wykonawczą sprawuje rząd z premierem na czele. Prezydent mianuje premiera. Obecny ustrój polityczny opiera się na konstytucji uchwalonej w 1999 roku.
Głównymi partiami są: powstały w 1988 roku Ruch Narodowy na rzecz Rozwijającego się Społeczeństwa–Nassara (Mouvement National pour une Société de Développement–Nassara, MNSD–Nassara), centrowa Konwencja Demokratyczna i Społeczna–Rahama (Convention Démocratique et Sociale–Rahama, CDS–Rahama), Nigerska Partia na rzecz Demokracji i Socjalizmu–Tarayya (Parti Nigérien pour la Démocratie et le Socialisme–Tarayya, PNDS–Tarayya) oraz koalicja opozycyjna Koordynacja Sił Demokratycznych (Coordination des Forces Démocratiques, CFD).
Niger jest bardzo ważnym państwem dla Republiki Francuskiej zwłaszcza w ostatnim czasie. Stanowi punkt strategiczny pozwalający ocenić sytuację na granicach Mali i Burkina Faso. Poza dotacjami i inwestycjami ze strony francuskiej, zwiększono także ilość stacjonujących francuskich wojsk. Niger ma podpisaną współpracę wojskową z Federacją Rosyjską, jednak pomimo tego jest otwarty na porozumienie z Francją. 

## Podział administracyjny
Niger jest podzielony na 7 regionów administracyjnych:
1. Region Agadez
2. Region Diffa
3. Region Dosso
4. Region Maradi
5. Region Tahoua
6. Region Tillabéri
7. Region Zinder

## Miasta

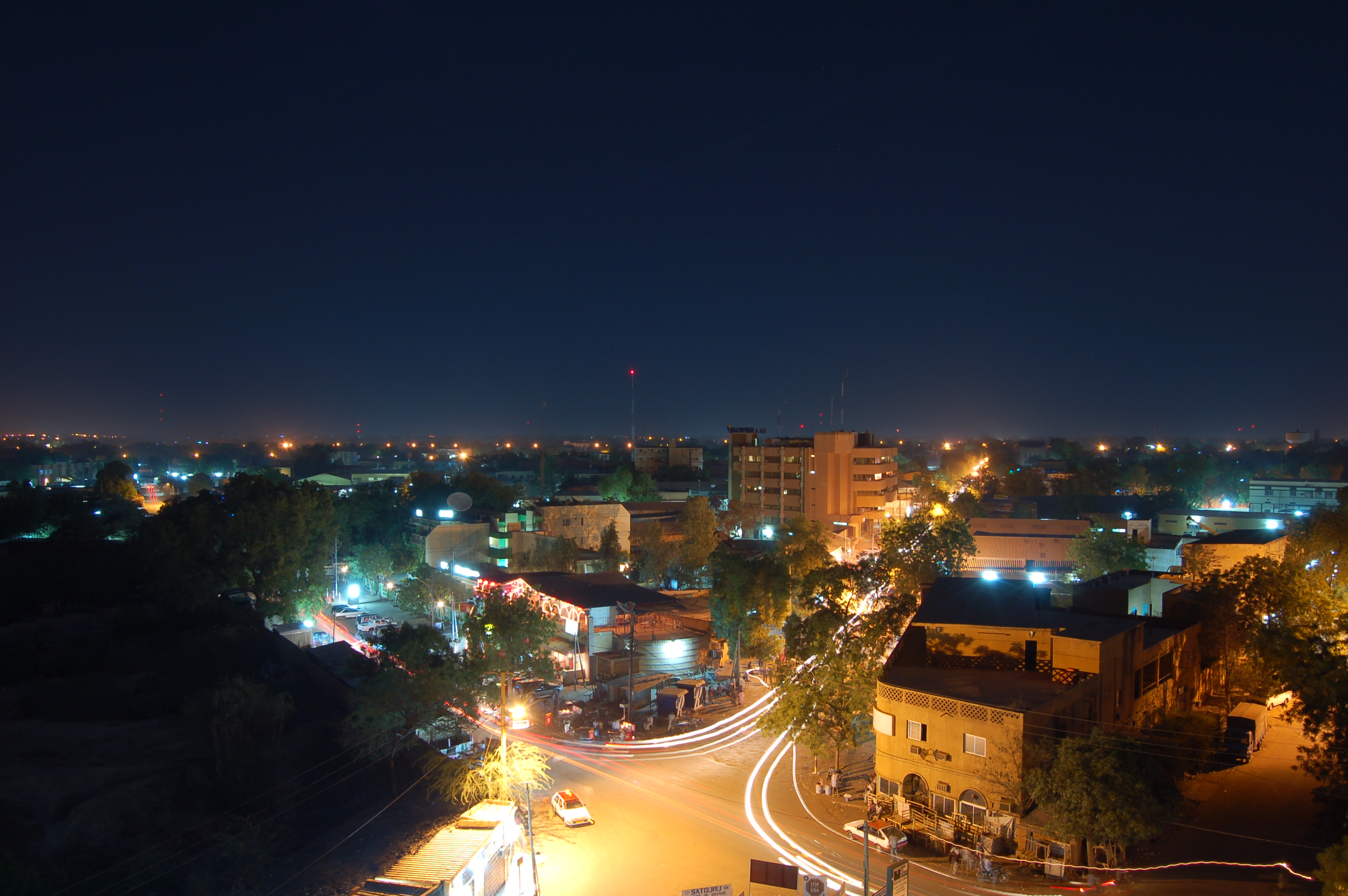
Niamey nocą

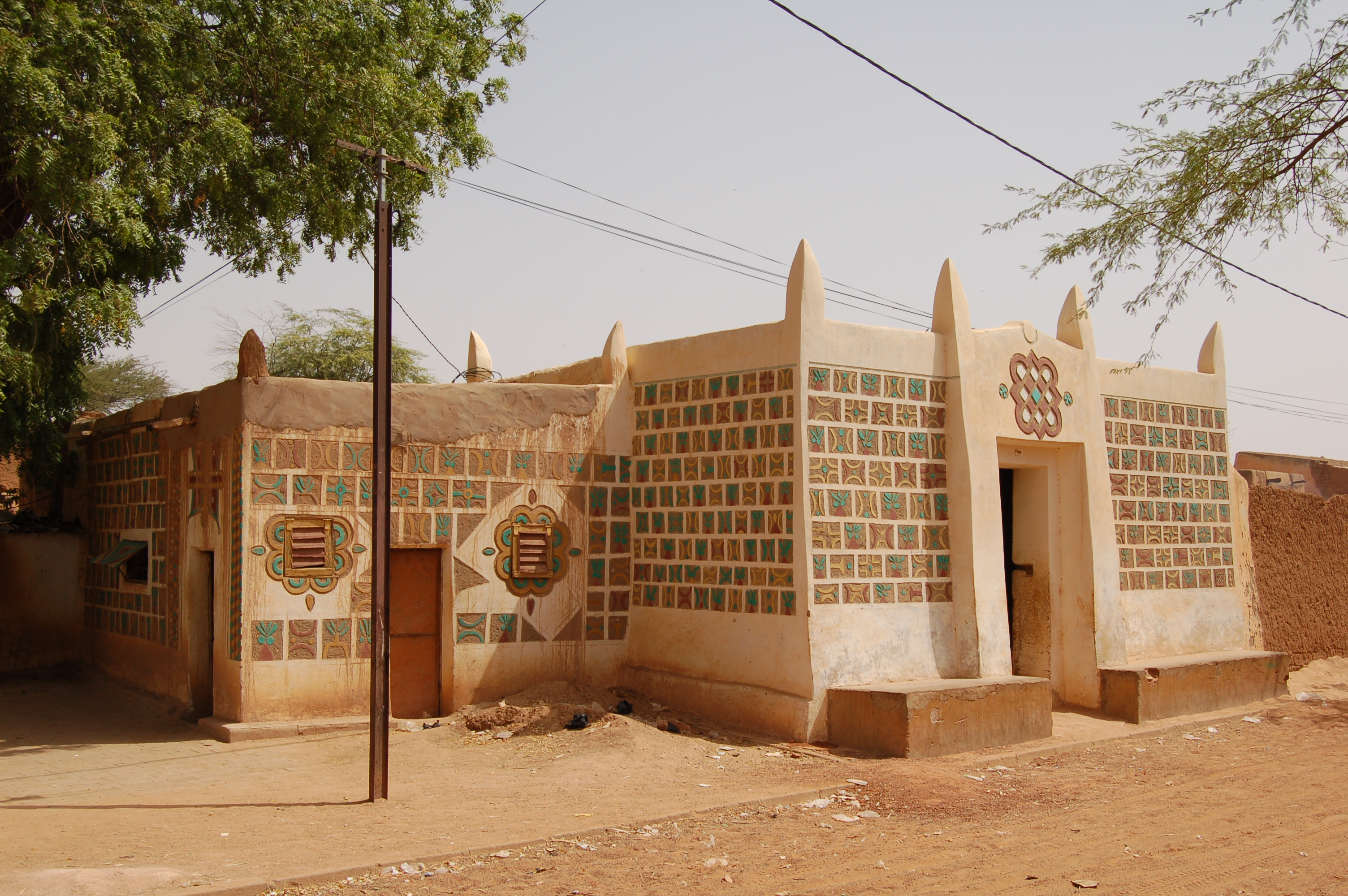
Stare miasto w Zinder

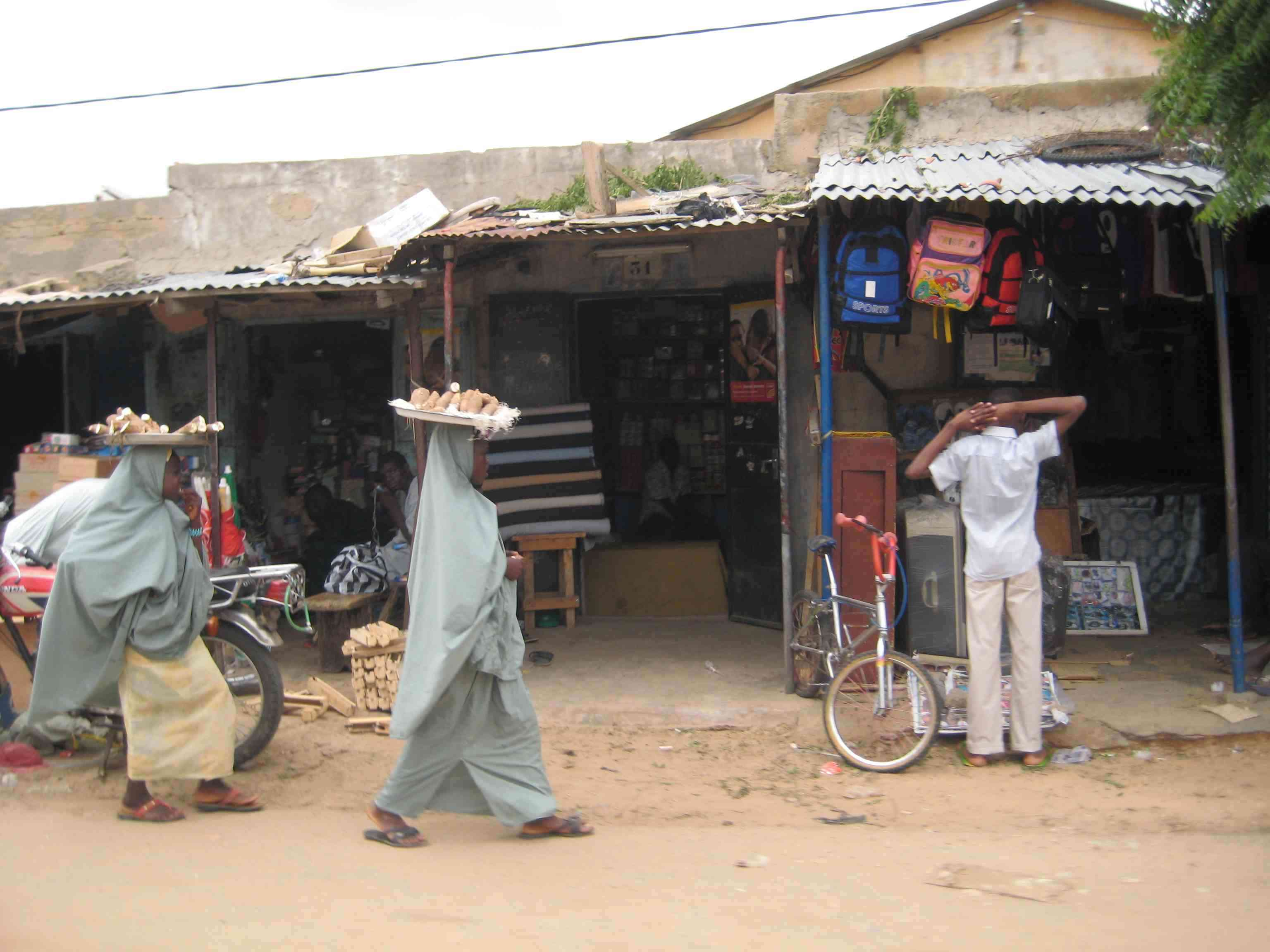
Rynek w Maradi

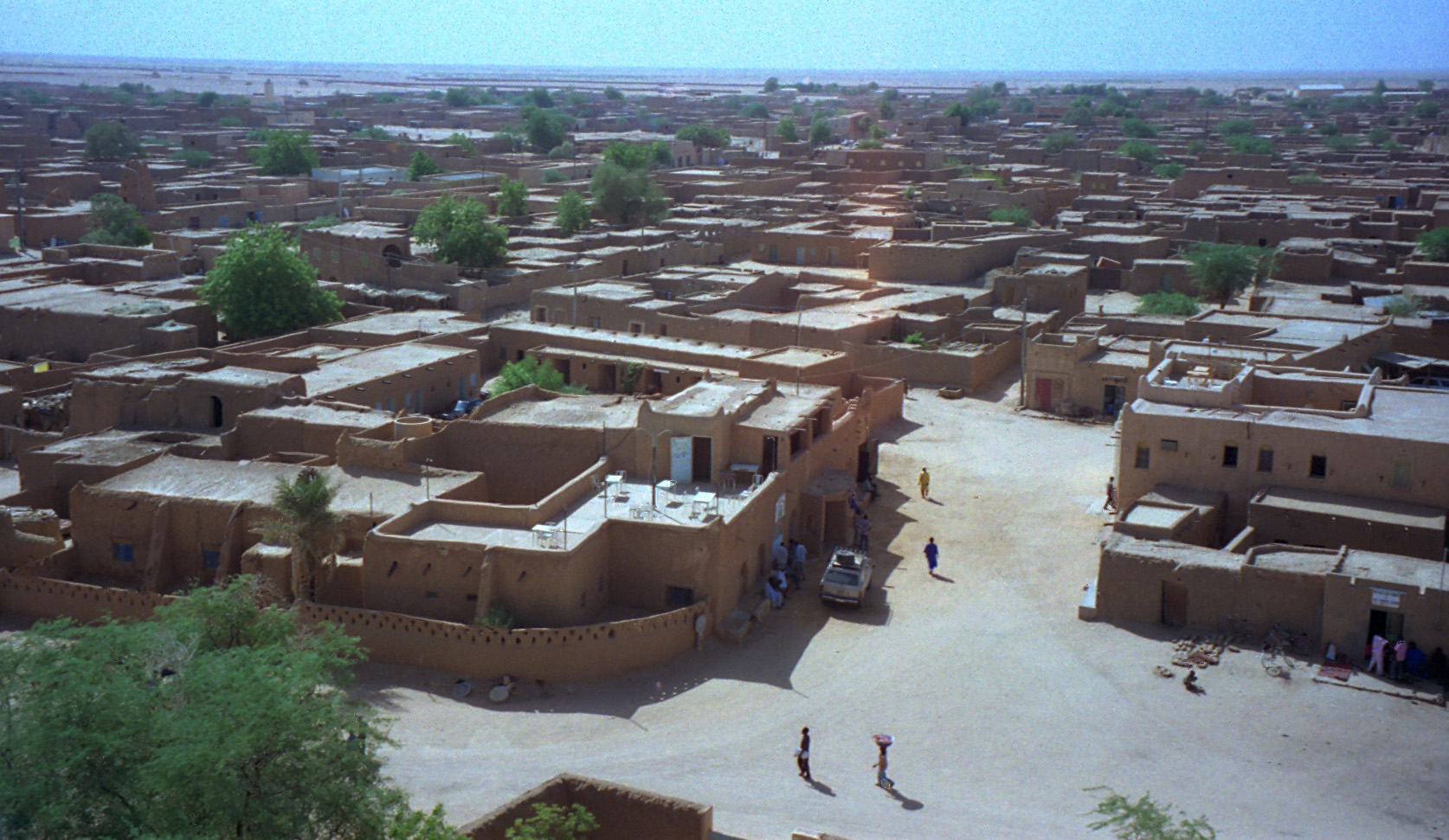
Agadez

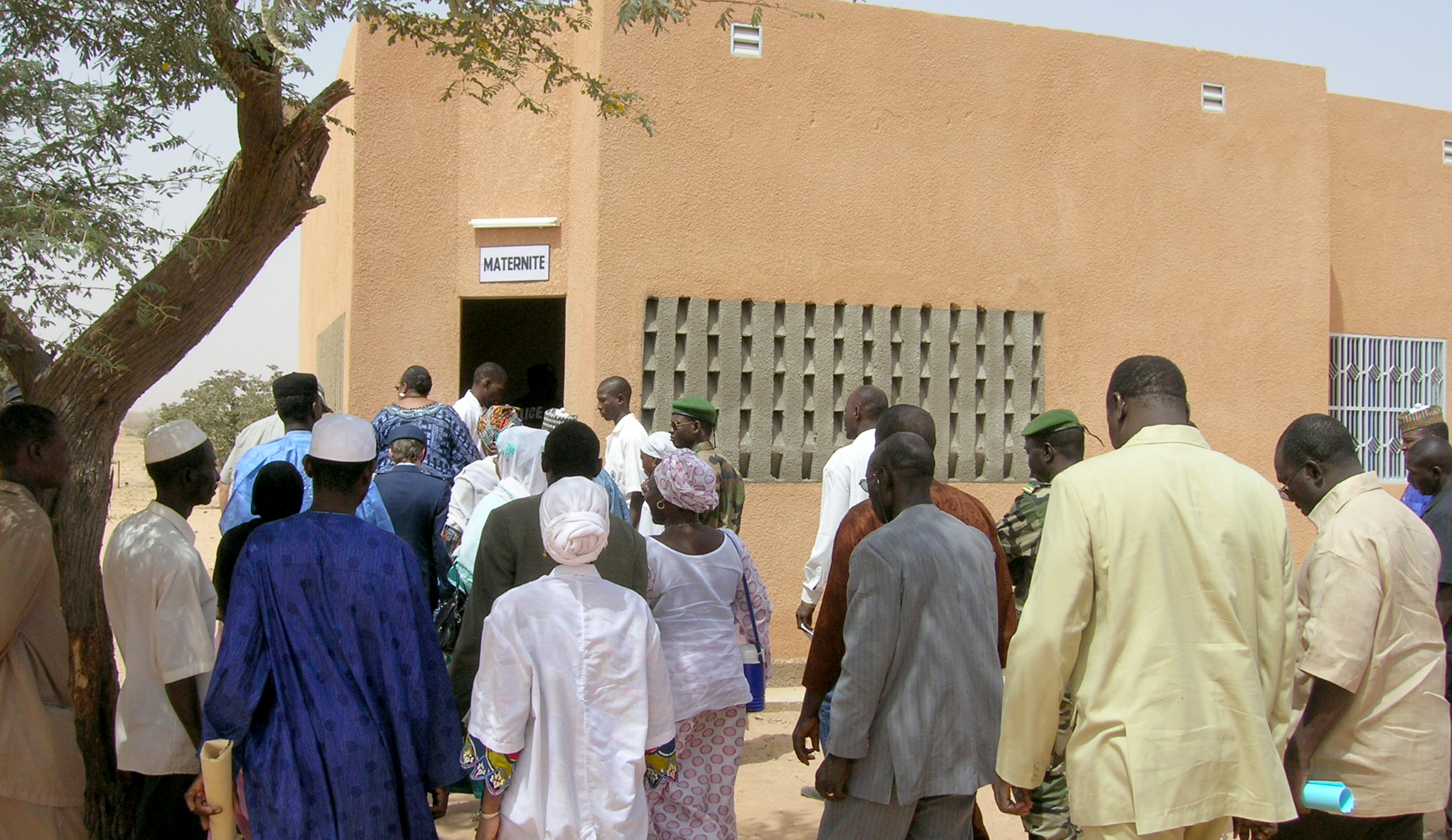
Dosso – otwarcie szpitala

| Miasto         | 1988   | 2001   | 2013    | Region    |
| -------------- | ------ | ------ | ------- | --------- |
| Abalak         |        | 12343  | 19071   | Tahoua    |
| Agadez         | 49424  | 76957  | 122703  | Agadez    |
| Aguié          | 5963   | 11384  | 20275   | Maradi    |
| Arlit          | 32272  | 67398  | 135809  | Agadez    |
| Bagountara     |        |        | 7883    | ?         |
| Banibangou     | 2427   |        | 5466    | ?         |
| Begorou Tondo  |        |        | 6757    | ?         |
| Bilma          | 2421   | 2300   | 2967    | Agadez    |
| Birni N’Konni  | 29034  | 42897  | 68303   | Tahoua    |
| Boboye         | 6239   | 10524  | 18110   | Dosso     |
| Bouza          | 5496   | 6825   | 9339    | Tahoua    |
| Dakoro         | 14577  | 18551  | 23177   | Maradi    |
| Diffa          | 13387  | 23233  | 38939   | Diffa     |
| Dogondoutchi   | 20407  | 28951  | 42821   | Dosso     |
| Dosso          | 25695  | 43293  | 74362   | Dosso     |
| Filingué       | 9188   | 11065  | 14530   | Tillabéry |
| Garbey Kourou  |        |        | 7883    | ?         |
| Gaya           | 14868  | 27856  | 52486   | Dosso     |
| Gouré          | 8951   | 13308  | 21201   | Zinder    |
| Guidan Roumdji | 7020   | 10269  | 14494   | Maradi    |
| Illéla         | 11699  | 15463  | 22343   | Tahoua    |
| Keita          | 6644   | 8306   | 11432   | Tahoua    |
| Kollo          | 5755   | 9142   | 15293   | Tillabéry |
| Loga           | 3876   | 5427   | 7938    | Dosso     |
| Madaoua        | 11649  | 21749  | 42475   | Tahoua    |
| Madarounfa     | 5914   | 8743   | 12455   | Maradi    |
| Magaria        | 11723  | 17444  | 27809   | Zinder    |
| Maïné-Soroa    | 7381   | 9844   | 13102   | Diffa     |
| Maradi         | 110005 | 147038 | 191279  | Maradi    |
| Matameye       | 11151  | 15376  | 22934   | Zinder    |
| Mayahi         | 5723   | 16740  | 43208   | Maradi    |
| Mirriah        | 13225  | 18783  | 28748   | Zinder    |
| N’Guigmi       | 9537   | 15807  | 25463   | Diffa     |
| Niamey         | 391876 | 674950 | 1099173 | Niamey    |
| Ouallam        | 6229   | 7142   | 8985    | Tillabéry |
| Say            | 6338   | 9365   | 14706   | Tillabéry |
| Tahoua         | 49948  | 72446  | 113473  | Tahoua    |
| Tanout         | 11595  | 14101  | 18844   | Zinder    |
| Tchintabaraden | 5150   | 8142   | 13759   | Tahoua    |
| Tchirozérine   | 5523   | 9030   | 15094   | Agadez    |
| Téra           | 12313  | 18872  | 30593   | Tillabéry |
| Tessaoua       | 19737  | 31276  | 47332   | Maradi    |
| Tillabéry      | 8377   | 16181  | 32092   | Tillabéry |
| Zinder         | 119827 | 170574 | 261237  | Zinder    |

## Gospodarka
Niger należy do grupy najbiedniejszych państw na świecie. ONZ zalicza ten kraj do grupy jednych z najsłabiej rozwiniętych państw świata (tzw. LDC – Least Developed Countries). W 2007 roku PKB per capita wynosiło 700 USD. Do 2014 roku PKB per capita wzrosło do 1100 USD. Około 50% budżetu państwa stanowi pomoc finansowa (głównie pochodząca z Francji). Pod koniec lat 90. zadłużenie zagraniczne przekroczyło roczną wartość dochodu narodowego. W 2000 roku Międzynarodowy Fundusz Walutowy rozpoczął program umorzenia części zagranicznego zadłużenia. Pomoc finansową przeznaczono m.in. na rozbudowę infrastruktury wiejskiej, ochronę zdrowia, szkolnictwo. Długotrwałe susze, konieczność importu żywności, masowy przemyt towarów z Nigerii oraz niestabilna sytuacja polityczna pogarsza sytuację gospodarczą Nigru. Spadek cen rud uranu (od początku lat. 80 XX w. do pierwszych lat XXI w.) osłabił rozwój górnictwa. Polityka gospodarcza opiera się na zwiększeniu areału rolnego (nawodnienie ok. 40 tys. ha). Około 3% powierzchni Nigru nadaje się na uprawy, zaś około 10% powierzchni państwa przeznaczono na pastwiska. 37,7% wartości PKB pochodzi z rolnictwa, 18,6% z przemysłu i 43,7% z usług. W 2014 roku inflacja wynosiła -0,9%.

### Przemysł

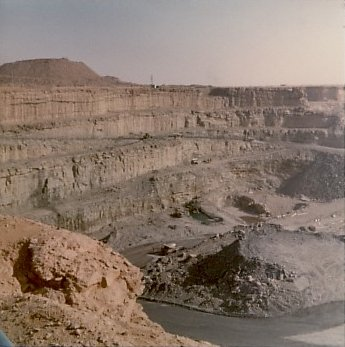
Kopalnia uranu w okolicach miasta Arlit

W górnictwie największe znaczenie mają rudy uranu, wydobywane na wyżynie Air w rejonie Arlit. W 2004 roku wydobyto 3,3 tys. ton, dzięki czemu Niger stał się jednym z czołowych producentów na świecie. Z powodu braku linii kolejowych i oddalenia złóż od głównych ośrodków gospodarczych uran transportowany jest drogą lotniczą. W pobliżu Agades wydobywa się węgiel kamienny. Oprócz uranu i węgla wydobywane są złoto (4,2 tony w 2005 roku) i kasyteryt. Ponadto w Nigrze znajdują się złoża fosforytów, rud miedzi i żelaza. 
Przemysł przetwórczy jest słabo rozwinięty, skupiony głównie w stolicy. Obejmuje przemysł spożywczy (m.in. przetwórstwo orzeszków ziemnych), włókienniczy (oczyszczalnie bawełny), cementowy, skórzany, chemiczny. Rozwinięte jest rzemiosło (tkactwo, garncarstwo, wyroby ze skóry i miedzi, jubilerstwo).

### Rolnictwo
Ponad 90% mieszkańców pracuje w rolnictwie. Do długoletnich susz z lat 80. Niger był krajem samowystarczalnym w produkcji żywności. Uprawia się proso, sorgo, wigna, ryż, maniok, bataty, kukurydzę, palmę daktylową, trzcinę cukrową, orzeszki ziemne, bawełnę. Hoduje się kozy, bydło (zebu), owce, osły (Niger jest głównym światowym producentem mięsa oślego, w 2005 roku wyprodukował 4,3 tys. ton mięsa), wielbłądy.

### Transport i łączność

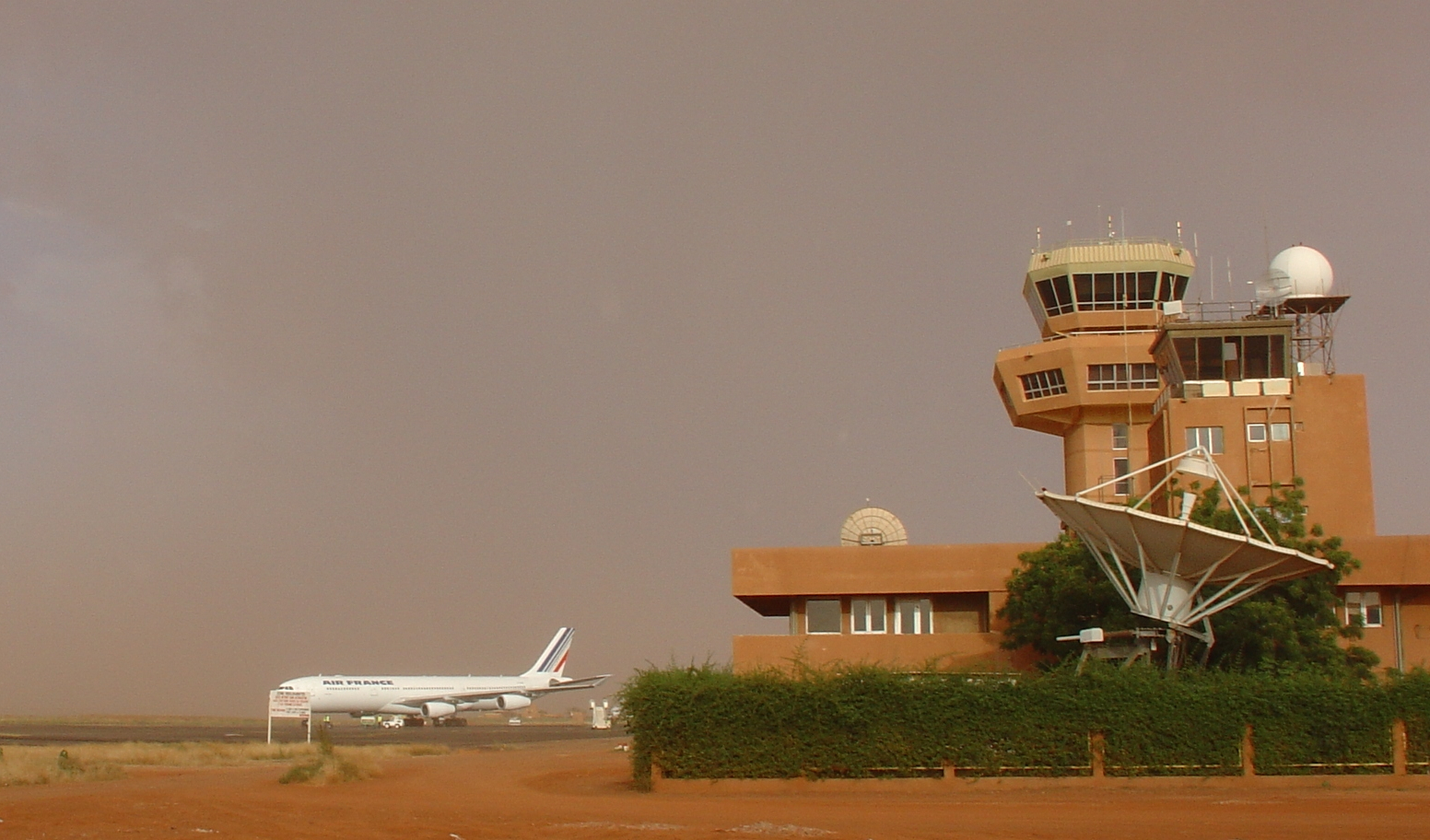
Lotnisko w Niamey

Niger nie posiada linii kolejowych. Rządy Nigru i Beninu planują wybudować linię kolejową z Niamey do Kotonu. Długość dróg kołowych wynosi 18 949 km (z czego 3912 km jest utwardzonych). Przez Niger przechodzą 2 drogi transsaharyjskie: z Algierii przez Zinder do Nigerii oraz z Mali przez Niamey do Beninu. W Nigrze znajduje się 30 lotnisk (w tym międzynarodowy port lotniczy w Niamey). Na rzece Niger istnieje sezonowa żegluga (wrzesień-marzec). Na potrzeby Nigru Togo wydzieliło nabrzeżu w porcie Lomé.
W 2005 roku Niger miał ok. 24 tys. abonentów telefonii stacjonarnej. W 2004 roku w Nigrze było 148 tys. użytkowników telefonów komórkowych. Do 2014 roku liczba abonentów telefonii stacjonarnej zwiększyła się do ok. 110 tys., a liczba użytkowników telefonów komórkowych do 8,2 mln. W 2014 roku stały dostęp do internetu miało ok. 281 tys. mieszkańców państwa.

### Handel zagraniczny
Wartość eksportu w 2005 roku wyniosła 410 mln USD, a wartość importu 920 mln USD. Niger eksportuje głównie uran, skóry, żywe zwierzęta, orzeszki ziemne, warzywa. Importuje się głównie maszyny, ropę naftową i inne surowce, żywność, artykułu przemysłowe, zboża, leki, oraz pojazdy. Niger handluje głównie z Francją, Stanami Zjednoczonymi i Nigerią.

## Demografia

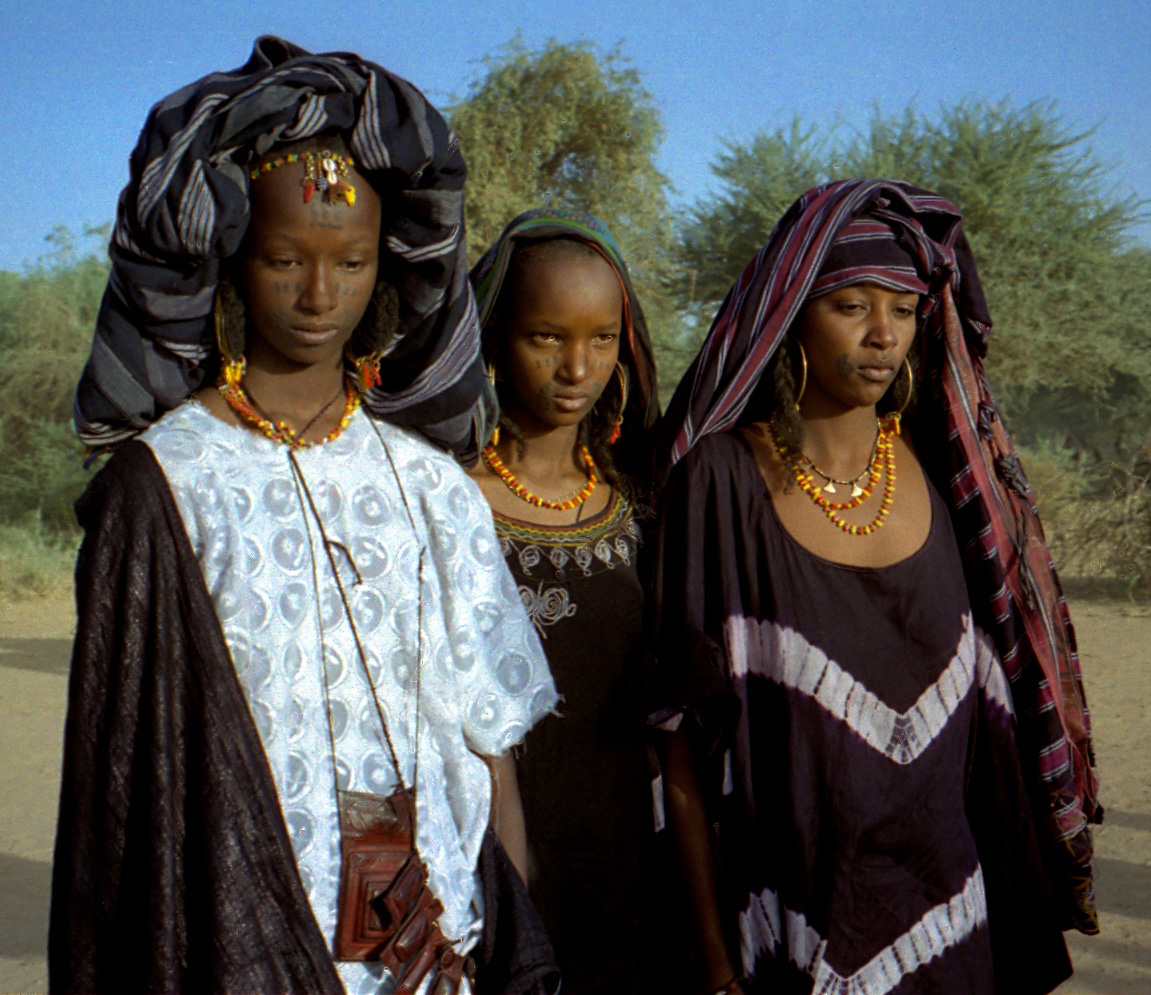
Kobiety z plemienia Fulbe

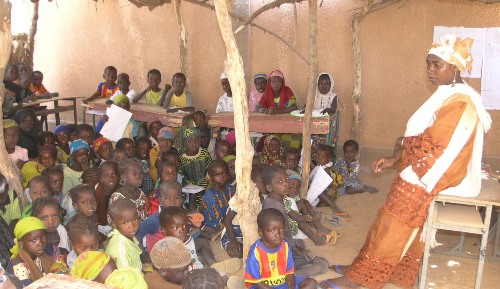
Nigerska szkoła podstawowa

Według The World Factbook, w lipcu 2015 roku żyło 18 045 729 mieszkańców. Tym samym Niger był 62. państwem pod względem liczby ludności. Większość ludności Nigru zamieszkuje południowo-zachodnią i środkową część państwa. Oprócz wielu wiosek znajdują się tu główne miasta, w których mieszka 18,7% mieszkańców kraju (2015). W stolicy Niamey mieszkało 1,09 mln mieszkańców. Część północna zajęta głównie przez obszary pustynne i półpustynne jest praktycznie, poza kilkoma oazami, bezludna. Główne grupy etniczne Nigru stanowią plemiona: Hausa (53,1%), Songaj (21,2%), Tuaregowie (11%), Fulanie (6,5%), Kanuri (5,9%), Gurma (0,8%), Arabowie (0,4%), Tubu (0,4%) (dane z 2006 roku). Niecały 1% mieszkańców Nigru nie należało lub nie zostało zdefiniowanych do powyższej listy plemion. Średnia długość życia wynosi 52,6 lat. Niger ma najwyższy na świecie wskaźnik urodzeń 51,6‰ oraz Współczynnik dzietności wynoszący 7,75 dziecka na jedną kobietę. Pod względem przyrostu naturalnego zajmuje czwarte miejsce na świecie z wynikiem 3,25%. Średni wiek mieszkańca kraju wynosi 15,2 lat (15,1 dla mężczyzn i 15,3 dla kobiet) a wskaźnik analfabetyzmu w 2005 roku wyniósł 82,4%. Według statystyk ONZ, do 2100 roku liczba ludności Nigru może zwiększyć się co najmniej pięciokrotnie.
Niecałe 0,5% mieszkańców Nigru choruje na AIDS lub było nosicielem wirusa HIV. W 2014 roku ok. 51 800 mieszkańców Nigru żyło z HIV/AIDS. W 2014 roku na tę chorobę zmarło około 3400 osób.
| wiek       | procent ludności | liczba mężczyzn | liczba kobiet |
| ---------- | ---------------- | --------------- | ------------- |
| 0-14       | 49,57%           | 4 512 526       | 4 431 944     |
| 15-24      | 18,61%           | 1 658 537       | 1 699 924     |
| 25-54      | 25,92%           | 2 336 655       | 2 341 599     |
| 55-64      | 3,26%            | 305 363         | 283 647       |
| powyżej 65 | 2,64%            | 242 025         | 233 509       |

## Języki
W Nigrze poza francuskim (w 2025 pozbawiony statusu języka urzędowego, pozostał językiem roboczym), najbardziej rozpowszechniony są: język hausa (język urzędowy od 2025) oraz dżerma. W stolicy Nigru – Niameyu, dominuje dżerma, natomiast na północy tamaszek. Oprócz tych języków używane są jeszcze fulfulde, kanuri i arabski. Najmniej użytkowników mają języki gurmacze i tubu. 

## Religia
Struktura religijna kraju w 2021 roku, według World Christian Database:
- islam – 96,55%,
- tradycyjne religie etniczne – 3,08%,
- chrześcijaństwo – 0,26%:
  - ewangelikalni, zielonoświątkowcy, inni protestanci i niezależne kościoły (43,2 tys.),
  - katolicy (21,2 tys.)
  - niestowarzyszeni (0,3 tys.),
- brak religii – 0,05%,
- bahaizm – 0,03%,
- inne religie – 0,02%.

Organizacja Open Doors umieściła w 2014 roku Niger na 49. miejscu w rankingu państw prześladujących chrześcijan. W 2013 roku Niger zdobył 35 punktów na World Watch List, zaś rok później liczba punktów zwiększyła się do 45. Wzrost liczby punktów wynikł z rosnącego wpływu islamu. Jak wskazuje Open Doors, chrześcijanie są prześladowani przez islamskich radykałów. W ostatnich latach Niger stopniowo pozbywał się cech typowych dla Zachodniej Afryki (w Afryce Zachodniej przeważają państwa świeckie, z umiarkowanym islamem). Od 1991 roku pojawiają się liczne islamskie stowarzyszenia (w tym grupy wahabickie). Organizacje te często krytykowały Niger za swój świecki i demokratyczny charakter. Chrześcijanie spotykają się z dyskryminacją w życiu społecznym. W 2014 roku doszło do ataków na kościoły w Zinder (2), Niamey (2) i Maradi (3). Chrześcijanie otrzymywali również groźby porwania i pogróżki.

### Zamieszki antychrześcijańskie i antyfrancuskie w styczniu 2015 roku
Po ataku terrorystycznym na redakcję Charlie Hebdo 16 stycznia 2015 roku doszło do protestów w mieście Zinder. Protesty miały charakter antychrześcijański i antyfrancuski. Około 50 manifestantów, mimo strzałów ostrzegawczych policji, staranowało drzwi do francuskiego centrum kulturalnego, które sprzedawało magazyn „Charlie Hebdo”. Doszło do podpalenia centrum. Podczas starć zginęły cztery osoby, a 45 osób zostało rannych.
18 stycznia 2015 roku doszło do serii podpaleń kościołów, hoteli i innych miejsc publicznych w Nigrze. Zamieszki, podczas których doszło do podpaleń, miały związek z opublikowaniem karykatury Mahometa w tygodniku „Charlie Hebdo”. Nigerski rzecznik policji Adily Toro poinformował, że w stolicy zniszczono 45 kościołów, pięć hoteli, 36 punktów z napojami, jeden sierociniec i jedną szkołę chrześcijańską. Podczas starć manifestantów z policją zginęło 5 osób, a 128 osób (w tym 94 funkcjonariuszy sił bezpieczeństwa) zostało rannych. Zatrzymano 189 osób. W wyniku zamieszek wojsko objęło ochroną część chrześcijan, zaś władza wykorzystała protesty do zatrzymań członków opozycji.

## Nauka
W 1971 roku założono Uniwersytet Państwowy w Niamey. W 1975 roku powstał także Uniwersytet Muzułmański Nigru, założony przez Konferencję Państw Muzułmańskich. Obecnie Niger posiada cztery uniwersytety. W państwie działa także Nigeryjski Uniwersytet Otwarty ze studiami zaocznymi, korespondencyjnymi i telewizyjnymi. W państwie działają cztery politechniki, 14 instytutów politechnicznych, 6 wyższych szkół medycznych oraz osiem innych wyższych szkół zawodowych. W Nigrze działa sześć instytucji prowadzących badania stosowane i rozwojowe. Głównym sponsorem badań jest rząd Nigru oraz medyczny Francuski Instytut Badań Naukowych na rzecz Wspólnego Rozwoju (Institut Français de Recherches Scientifique pour Développement en Coopération).